# Sales Oliveira
Sales Oliveira é um município brasileiro do estado de São Paulo. Integra a Região Metropolitana de Ribeirão Preto (RMRP). Sua população é de 11 411 habitantes, conforme censo demográfico de 2022.

## História
Em 1899 os trilhos da Companhia Mogiana de Estradas de Ferro chegaram ao local, onde no ano seguinte o tenente-coronel João Damasceno Pereira construiu uma casa comercial e um hotel, constituindo o núcleo inicial de uma povoação.
No ponto mais alto, divisor entre as nascentes dos córregos Aurora, Ponte Funda e Capão da Cruz, a ferrovia construiu a estação e deu-lhe o nome de "Sales Oliveira", em homenagem ao seu engenheiro e Presidente Francisco de Sales Oliveira Júnior, pai do Presidente do Estado, Armando de Sales Oliveira.
Inicialmente, o povoado lançado por terras da fazenda Pindaíba passou a ser conhecido popularmente por "Santa Rita de Sales", por não haver concordância com o nome imposto pela ferrovia na sua estação de parada, prevalecendo a denominação, oficializada com a criação do distrito de paz, em dezembro de 1906.
Foi distrito de Nuporanga e com a anexação deste, passou para Orlândia, em 1909.
Sales Oliveira foi elevado à categoria de município em 1944, sendo instalado em 1º de janeiro de 1945.

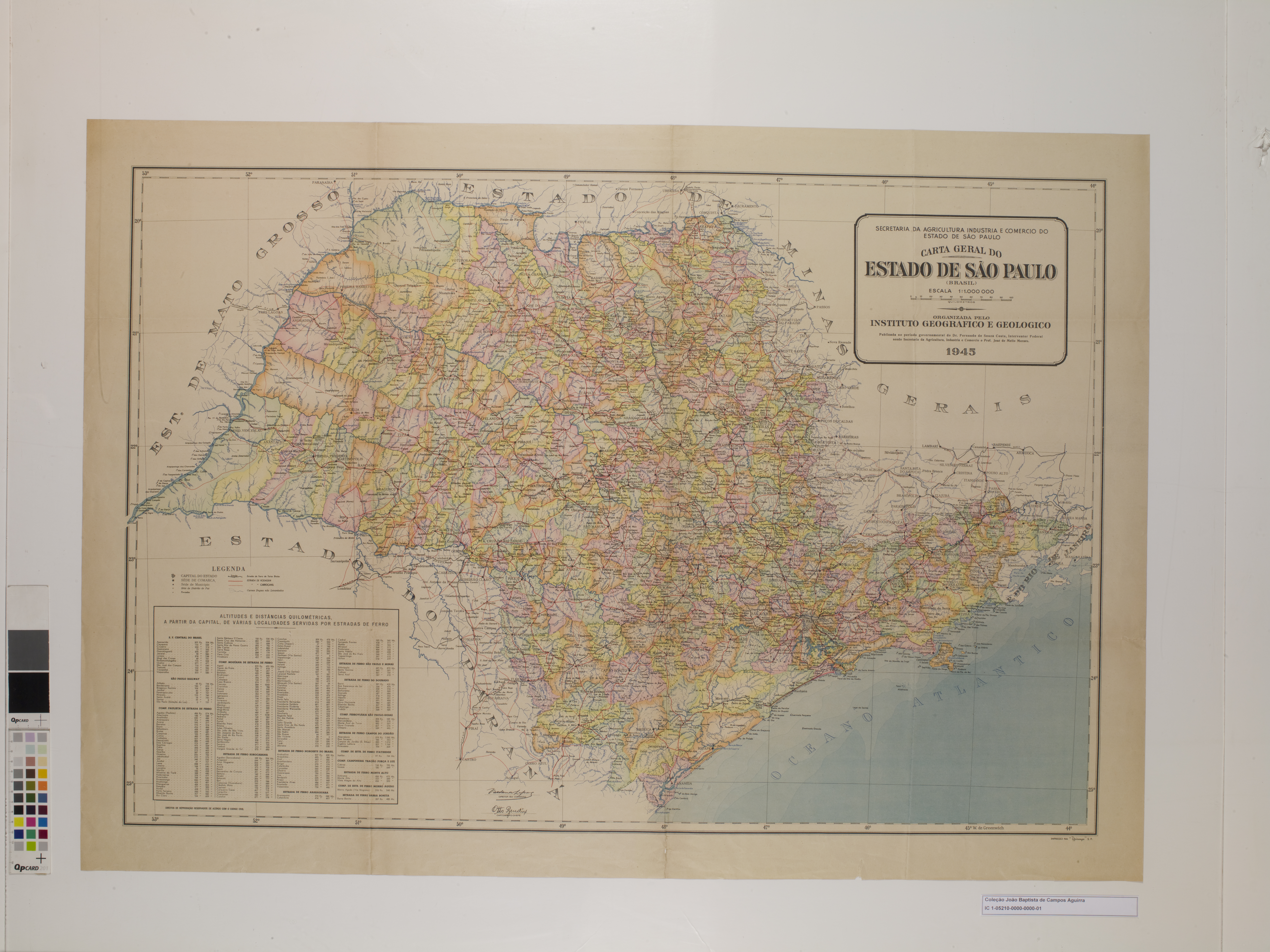
Estado de São Paulo (1944).

## Geografia
Localiza-se a uma latitude 20º46'19" sul e a uma longitude 47º50'16" oeste, estando a uma altitude de 730 metros.

### Hidrografia
- Córrego Ribeirão do Agudo
- Córrego Aurora
- Córrego Ponte Funda
- Córrego Capão da Cruz

### Rodovias
- SP-328
- SP-330
- SP-351

### Ferrovias
- Variante Entroncamento-Amoroso Costa da antiga Fepasa[5]

## Demografia

### População
| Crescimento populacional                             | Crescimento populacional | Crescimento populacional | Crescimento populacional |
| Ano                                                  | População Total          |                          | %±                       |
| ---------------------------------------------------- | ------------------------ | ------------------------ | ------------------------ |
| 1946                                                 | 7 690                    |                          | —                        |
| 1950                                                 | 8 570                    |                          | 11,4%                    |
| 1958                                                 | 8 349                    |                          | −2,6%                    |
| 1960                                                 | 7 992                    |                          | −4,3%                    |
| 1970                                                 | 7 108                    |                          | −11,1%                   |
| 1980                                                 | 6 417                    |                          | −9,7%                    |
| 1991                                                 | 7 632                    |                          | 18,9%                    |
| 2000                                                 | 9 325                    |                          | 22,2%                    |
| 2010                                                 | 10 568                   |                          | 13,3%                    |
| 2022                                                 | 11 411                   |                          | 8,0%                     |
| Est. 2024                                            | 11 654                   | [ 6 ]                    | 2,1%                     |
| Fontes: Censos Demográficos IBGE e Estimativas SEADE |                          |                          |                          |

### Dados demográficos
Dados do Censo - 2007
- População: 10.568 habitantes
- Área Total: 306 km²
- Dens. Demográfica: 28,31 hab/km²
- Mortalidade infantil até 1 ano (por mil): 9,86
- Expectativa de vida (anos): 74,80
- Taxa de fecundidade (filhos por mulher): 2,17
- Taxa de alfabetização: 92,40%
- Índice de Desenvolvimento Humano (IDH-M): 0,772
  - IDH-M Renda: 0,738
  - IDH-M Longevidade: 0,845
  - IDH-M Educação: 0,739

(Fonte: PNUD/2010)

## Economia
A principal atividade econômica do município decorre das chamadas "palheiras", empresas que efetuam a manufatura da palha de milho visando o mercado tabagista.

## Infraestrutura

### Comunicações
O sistema de telefones automáticos foi inaugurado na cidade pela Companhia de Telecomunicações do Brasil Central (CTBC), que também implantou o sistema de discagem direta à distância (DDD) em 1985 com o código de área (016).

## Religião

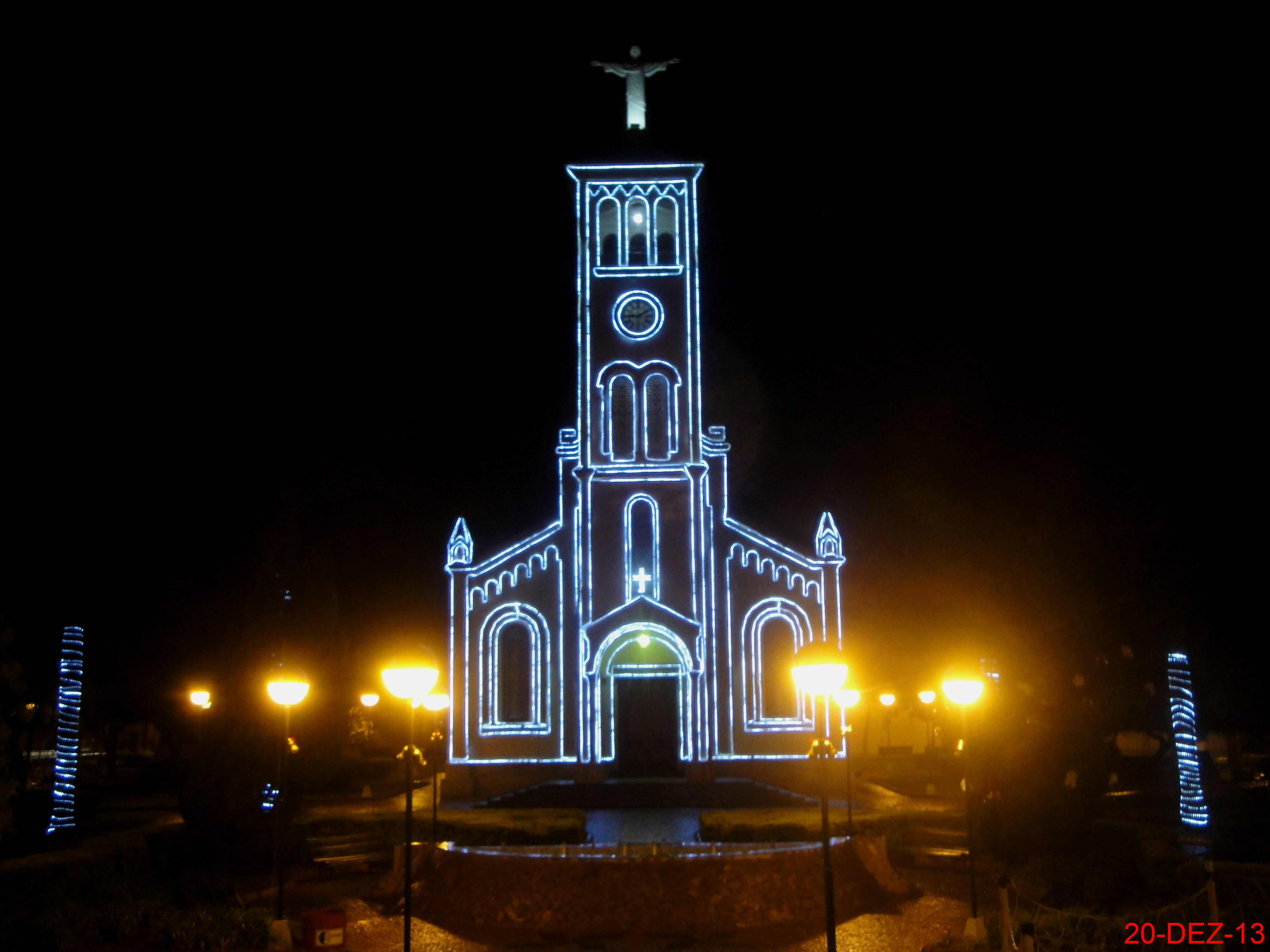
Igreja Matriz decorada em época natalina.

O Cristianismo se faz presente na cidade da seguinte forma:

### Igreja Católica
- A igreja faz parte da Diocese de Franca.[14]

### Igrejas Evangélicas
Entre as igrejas protestantes históricas, pentecostais e neopentecostais, encontram-se na cidade:
- Assembleia de Deus Ministério do Belém.[17][18]
- Congregação Cristã no Brasil.[19]